# Onthophagus dubernardi
Onthophagus dubernardi är en skalbaggsart som beskrevs av Antoine Boucomont 1914. Onthophagus dubernardi ingår i släktet Onthophagus och familjen bladhorningar. Inga underarter finns listade i Catalogue of Life.